# جنسویل (کالیفرنیا)
جنسویل (به انگلیسی: Janesville) یک منطقهٔ مسکونی در ایالات متحده آمریکا است که در شهرستان لاسن، کالیفرنیا واقع شده‌است. جنسویل ۳۴٫۱۸۶ کیلومتر مربع مساحت و ۱٬۴۰۸ نفر جمعیت دارد و ۱٬۲۹۲ متر بالاتر از سطح دریا واقع شده‌است.